# Acanthococcus (Plantae)
Acanthococcus, rod crvenih alga smješten u porodicu Cystocloniaceae, dio reda Gigartinales. Priznata je samo jedna vrsta, A. antarcticus, morska alga kod južnih obala Južne Amerike i Malvinskih otoka
Neke vrste koje su uključivane u ovaj rod, prebačene su po drugim rodovima.